# Yucatan-Hörnchen
Das Yucatan-Hörnchen (Sciurus yucatanensis) ist eine Hörnchenart aus der Gattung der Eichhörnchen (Sciurus). Es kommt auf der Yucatán-Halbinsel in Teilen Mexikos, dem Norden von Guatemala und Belize vor.

## Merkmale
Das Yucatan-Hörnchen erreicht eine Kopf-Rumpf-Länge von etwa 20,0 bis 32,2 Zentimetern. Der Schwanz wird 19,4 bis 17,1 Zentimeter lang und ist damit etwas kürzer als der Restkörper. Das Rückenfell der Tiere ist gräulich durchsetzt bis schwarz-weiß gefärbt, häufig mit einer gelbbraunen oder olivbraunen Einwaschung. Häufig besitzen die Tiere einen sandfarbenen Fleck hinter den Augen. Die Bauchseite ist sandfarben oder grau bis gräulich-schwarz oder schwarz. Die Füße sind dunkelbraun bis schwarzbraun oder schwarz. Der Schwanz ist schwarz und mit weißen oder sandfarbenen Haaren durchsetzt.

## Verbreitung
Das Yucatan-Hörnchen kommt auf der Yucatán-Halbinsel in Teilen Mexikos, dem Norden von Guatemala und Belize vor. Die Höhenverbreitung reicht von Meereshöhe im Flachland bis auf etwa 750 Meter.

## Lebensweise
Das Yucatan-Hörnchen lebt in tropischen sommergrünen und immergrünen Wäldern, in semiariden Kiefern-Eichenwäldern des Verbreitungsgebietes sowie in Sekundärwaldbeständen. Zudem kommt es in Mangrovensümpfen sowie in landwirtschaftlich genutzten Kaffee- und Kakaoplantagen vor. Die Tiere sind tagaktiv und primär baumlebend. Sie können vor allem am Morgen beobachtet werden, wie sich durch die Blätterkronen bewegen, während der heißeren Tageszeiten ruhen sie im Geäst. Sie ernähren sich vor allem von weichen Früchten, Nüssen, Samen, Blüten, Knospen und frischen Zweigen.
Die Nester (Kobel) bauen die Yucatan-Hörnchen im hohen Geäst der Bäume. Die Jungtiere kommen während der Trockenperiode im April bis Juli zur Welt, ein Wurf besteht aus zwei bis drei Jungtieren.
Die Hauptprädatoren für die Hörnchen sind Greifvögel, hinzu kommen Katzen, Hunde, Waschbären, Primaten und Schlangen.

## Systematik
Das Yucatan-Hörnchen wird als eigenständige Art innerhalb der Gattung der Eichhörnchen (Sciurus) eingeordnet, die aus fast 30 Arten besteht. Die wissenschaftliche Erstbeschreibung stammt von Joel Asaph Allen aus dem Jahr 1877, der die Art anhand von Individuen aus Mérida im mexikanischen Bundesstaat Yucatán als Variation des Grauhörnchens (S. carolinensis) beschrieb. Daniel Giraud Elliot beschrieb es 1896 als eigene Art.
Innerhalb der Art werden gemeinsam mit der Nominatform drei Unterarten unterschieden:
- Sciurus yucatanensis yucatanensis: Nominatform; kommt vor allem im Norden der Halbinsel Yucatán in Mexiko vor. Im Vergleich zu den anderen Unterarten ist diese Form deutlich heller.
- Sciurus yucatanensis baliolus: Im mittleren Bereich der Halbinsel, vor allem im Süden von Campeche. Auch diese Form ist vergleichsweise hell. Die Tiere haben einen sandfarbenen Bauch und keine dunklen Flecken an der Ohrbasis.
- Sciurus yucatanensis phaeopus: Im südlichen Bereich der Halbinsel in Guatemala, Belize und dem südlichsten Teil des mexikanischen Verbreitungsgebietes. Es handelt sich um die dunkelste Form mit schwarzen Beinen, schwarzen Flecken an der Ohrbasis und einem grauschwarzen Bauch.

## Status, Bedrohung und Schutz
Das Yucatan-Hörnchen wird von der International Union for Conservation of Nature and Natural Resources (IUCN) als „nicht gefährdet“ (least concern) eingeordnet. Begründet wird dies mit dem relativ großen Verbreitungsgebiet, den angenommenen hohen Bestandszahlen und dem Vorkommen in mehreren Schutzgebieten sowie der Anpassungsfähigkeit an Lebensraumveränderungen.
Potenzielle Gefährdungsursachen für die Bestände sind nicht bekannt, allerdings unterliegt das Verbreitungsgebiet zunehmend einer Fragmentierung durch Abholzungen zu landwirtschaftlichen Nutzflächen. Vor allem in den mexikanischen Bundesstaaten Yucatán und Quintana Roo werden die Tiere auch bejagt.